# Реня
Реня — река в Тверской области на северо-западе европейской части Российской Федерации. Впадает в Весьегонский плёс Рыбинского водохранилища на Волге. Длина реки составляет 80 км. Площадь водосборного бассейна — 1400 км².
Притоки: Звана, Радуга — левые; Ротыня — правый.

## Данные водного реестра
По данным государственного водного реестра России относится к Верхневолжскому бассейновому округу, водохозяйственный участок реки — Рыбинское водохранилище до Рыбинского гидроузла и впадающие в него реки, без рек Молога, Суда и Шексна от истока до Шекснинского гидроузла, речной подбассейн реки — Реки бассейна Рыбинского водохранилища. Речной бассейн реки — (Верхняя) Волга до Куйбышевского водохранилища (без бассейна Оки).
Код объекта в государственном водном реестре — 08010200412110000005085.

## Список рек бассейна Рени
Систематический перечень рек бассейна. Формирование перечня проходило по принципу: река — приток реки — приток притока и так далее. Порядок притоков отсчитывается от истока к устью. Включены все притоки, именованные на топокартах масштаба 1:100000, указаны листы карты на которых показаны реки
- ← Кочинец O-37-50
  - → Безымянный O-37-50
  - → Маслянка O-37-50
  - ← Кузьминов O-37-50
- ← Чёрная O-37-50
  - → Масленка O-37-50
  - ← Ротыня O-37-50
  - → Каменка O-37-50
- ← Лошицкий O-37-50
- → Радуга O-37-50
  - → Любаха O-37-50
  - → Нивинский O-37-50
- → Нестеровский O-37-50
- → Туковка O-37-50
- → Смычка O-37-50
- → Пикша O-37-50
- → Звана O-37-49, O-37-50, O-37-38, O-37-39
  - ← Денисовка O-37-49
  - ← Бережок O-37-49
  - ← Сенна O-37-50
  - → Челонка O-37-49, O-37-50
  - ← Любушка O-37-50
  - ← Ундроса O-37-50
    - → Гверсня O-37-50
    - ← Желтунский O-37-50

  - ← Страшинский O-37-50
  - ← Борковский O-37-38
    - Болотовский O-37-38, O-37-50

  - → Крутой O-37-38
  - ← Ивановский O-37-38
  - → Веенка O-37-49, O-37-50, O-37-38
    - ← Мелушка O-37-50
    - → Чёрная O-37-38
      - ← Холменка O-37-38

  - → Тресна O-37-38
    - → Езинец O-37-37

  - ← Талец O-37-38
  - ← Живой O-37-38
  - ← Юрашевский O-37-38
  - ← Медведка O-37-50, O-37-38, O-37-39
    - → Чудиновский O-37-50

  - ← Оболотье O-37-50, O-37-38, O-37-39
- ← Железник O-37-51 O-37-39
- ← Глубокий O-37-51